# トレド (オハイオ州)
トレド（Toledo、[təˈliːdoʊ]）は、アメリカ合衆国オハイオ州の都市。ルーカス郡の郡庁所在地である。人口は27万0871人（2020年）で、州内ではコロンバス・クリーブランド・シンシナティに次ぐ第4の都市である。ミシガン州の州境に接し、エリー湖の西端に位置する。かつては全米屈指の工業都市として繁栄したが、現在は人口減少が継続している。

## 概要
市名はスペインの古都トレドから来ており、両市は姉妹都市となっている。英語読みは「トリード」。
中西部の鉄道網と五大湖の水運を結ぶ交通の結節点にあり、製造業や物流業が集積していた。しかし産業構造の変化により多くの企業が町から撤退し雇用が失われた。
クリーブランド・シンシナティ・デイトン同様、市当局は都市再開発を進めているが、中心市街地の治安は良くない方である。

## 地理

### 位置
トレドは北緯41度39分56秒、西経83度34分31秒 (41.665682, -83.575337) に位置している。エリー湖の西端であり、市内をモーミー川 (Maumee River) が流れている。
アメリカ合衆国統計局によると、この都市は総面積217.8 km2 (84.1 mi2) である。このうち208.8 km2 (80.6 mi2) が陸地で8.9 km2 (3.5 mi2) が水域である。総面積の4.10%が水域である。

### 人口
市街地の空洞化が顕著になっており、1970年をピークに人口は減少傾向にある。
1950年代まではコロンバスとほぼ同規模であったが、現在では大きく水をあけられている。

#### 人口動静
| 1860年 | 13,768人  |
| 1870年 | 31,584人  |
| 1880年 | 50,137人  |
| 1890年 | 81,434人  |
| 1900年 | 131,822人 |
| 1910年 | 168,497人 |
| 1920年 | 243,164人 |
| 1930年 | 290,718人 |
| 1940年 | 282,349人 |
| 1950年 | 303,616人 |
| 1960年 | 318,003人 |
| 1970年 | 383,818人 |
| 1980年 | 354,635人 |
| 1990年 | 332,943人 |
| 2000年 | 313,619人 |
| 2010年 | 287,208人 |
| 2020年 | 270,871人 |

以下は2000年国勢調査における人口統計データである。

#### 人種構成
基礎データ
- 人口: 313,619人
- 世帯数: 128,925世帯
- 家族数: 77,355家族
- 人口密度: 1,502.0人/km²（3,890.0人/mi²）
- 住居数: 139,871軒
- 住居密度: 669.9軒/km²（1,734.9軒/mi²）

人種別人口構成
- 白人: 70.23%
- アフリカン・アメリカン: 23.55%
- ネイティブ・アメリカン: 0.31%
- アジア人: 1.03%
- 太平洋諸島系: 0.02%
- その他の人種: 2.28%
- 混血: 2.57%
- ヒスパニック・ラテン系: 5.47%

年齢別人口構成
- 18歳未満: 26.2%
- 18-24歳: 11.0%
- 25-44歳: 29.8%
- 45-64歳: 19.8%
- 65歳以上: 13.1%
- 年齢の中央値: 33歳
- 性比（女性100人あたりの男性の人口）
  - 総人口: 91.9
  - 18歳以上: 87.7

世帯と家族（対世帯数）
- 18歳未満の子供がいる: 29.8%
- 結婚・同居している夫婦: 38.2%
- 未婚・離婚・死別女性が世帯主: 17.2%
- 非家族世帯: 40.0%
- 単身世帯: 32.8%
- 65歳以上の老人1人暮らし: 11.0%
- 平均構成人数
  - 世帯: 2.38人
  - 家族: 3.04人

収入と家計
- 収入の中央値
  - 世帯: 32,546米ドル
  - 家族: 41,175米ドル
  - 性別
    - 男性: 35,407米ドル
    - 女性: 25,023米ドル
- 人口1人当たりの収入: 17,388米ドル
- 貧困線以下
  - 対人口: 17.9%
  - 対家族数: 14.2%
  - 18歳未満: 25.9%
  - 65歳以上: 10.4%

## 歴史

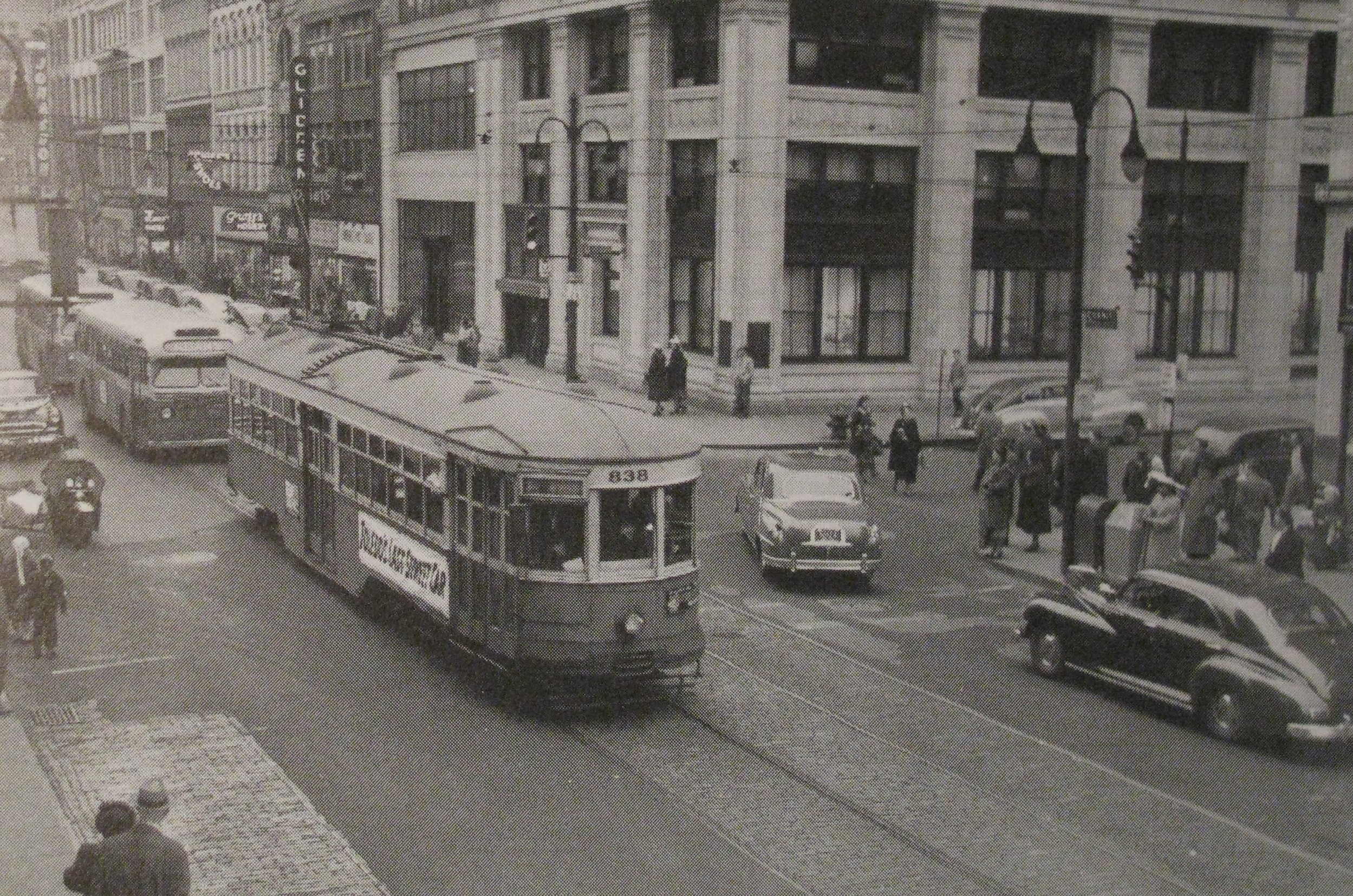
1949年のトレド

1794年にフォート・インダストリーという名で入植地が創設されたが、1812年の戦いで全住民が逃避した。1817年にシンシナティ・シンジケートによって974エーカーの土地が購入され、入植地が再建された。1820年に北隣のヴィスチュラ入植地と合併し、市名をトレドと改めた。市名の由来には地元住民の兄がスペインを探検したときに思いついた、地元の商人が発音しやすいという理由でトレドという名を勧めた、など諸説があるが不明である。
1936年にはオーウェンズ・イリノイ社の本社ビルとして、最初のガラス張りのビルが完成した。このビルはインターナショナル・スタイルと呼ばれる建築様式の先駆けとして、建築史上重要な建造物である。

### トレド政争
トレド政争とは、1835-36年にわたって繰り広げられた、オハイオ州とミシガン準州（現ミシガン州）の境界線をめぐっての争いである。このときに争点となった南北8～13km、インディアナ州境からエリー湖までの地帯はトレド・ストリップ (Toledo Strip) と呼ばれている。1787年のノースウェスト準州創設の際の州境を定める条例と、1802年のオハイオ州の州昇格の際の州境を定める条例が食い違っていたため、ミシガン州の州昇格にあたって政争の原因となった。結局、ミシガン準州が連邦政府から提示された州昇格の条件としてトレド・ストリップをオハイオ州に譲り、アッパー半島の2/3を併合することで決着し、現在の州境に落ち着いた。

### トレド暴動
詳細についてはWikipedia英語版、2005 Toledo Riotを参照のこと
トレドは、過去にアフリカ系アメリカ人と白人との間で、人種差別を基にした軋轢が生じた時期があった。1967年にデトロイト暴動が発生すると、これに呼応するように市内で暴動が発生したこともある。
2005年10月15日、ネオナチのグループがトレドを訪れ、市内でのデモ行進を計画していた。ネオナチ集団はトレド市北部の地域を人種蔑称を連発しながら練り歩き、それに抗議する者が警察やネオナチに投石を始め、暴動になった。暴動が始まるとネオナチの集団は警察によって地域外へと連れ出され、一旦は市を離れた。
市長ジャック・フォードはこの日をDay of Peace（平和の日）と呼び、暴動を「ネオナチの思う壺」として非難した。市内に厳戒態勢を敷き、午後8時以降の外出を禁止した。同年12月1日までに、120人の抗議者が逮捕された
12月10日にネオナチ集団が市に戻り、ダウンタウンでデモ行進を始めた。26人の抗議者が逮捕されたが、このときは暴力的な行為には至らなかった。

## 経済
古くはデトロイトなどの自動車産業発達に伴って、フロントガラスやウィンドウなどのガラス産業で大きく発展した。
トレド美術館に収蔵するガラスコレクションは世界有数であり、往時の繁栄を物語っている。
しかし、今日ではその座を自動車部品産業などに譲っている。
トレドに本社を構える大手ガラス会社、オーウェンズ・イリノイ社も2006年に郊外に移転した。

## 教育

### 大学
- The University of Toledo
- ボーリング・グリーン州立大学 (ボーリンググリーン)
- Davis College
- Lourdes University (Sylvania)
- Mercy College
- Owens Community College (Perrysburg Township)
- Stautzenberger College (Maumee)
- Toledo Academy of Beauty
- Toledo Professional Skills Institute

## 交通

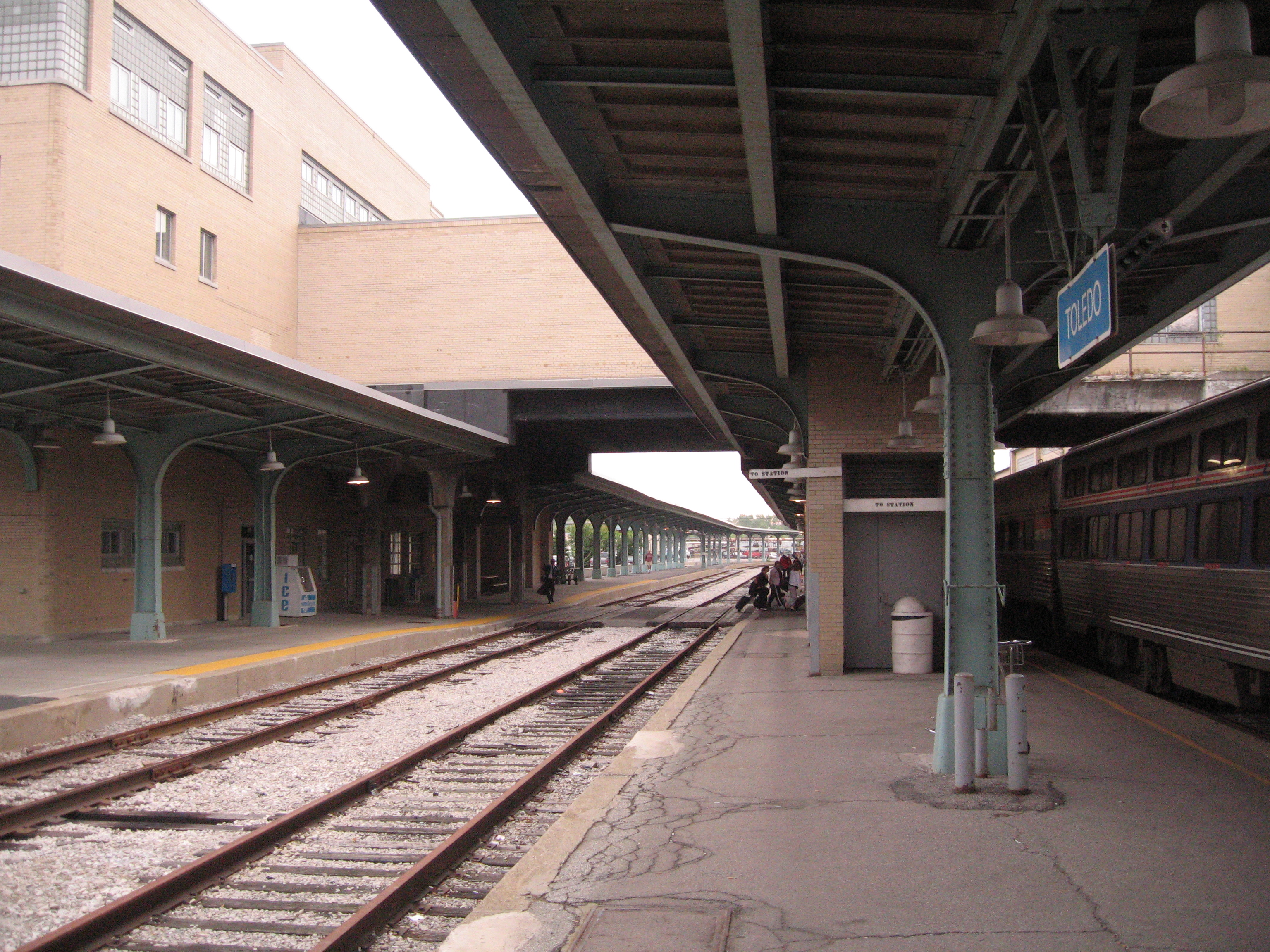
アムトラックのマーティン・ルーサー・キング・ジュニア・プラザ駅

### 空路

#### 航空
- トレド・エクスプレス空港

### 鉄道
マーティン・ルーサー・キング・ジュニア・プラザ駅（トレド駅）はエメラルド・アヴェニュー415にある。マーティン・ルーサー・キング・ジュニア・プラザ駅には
アムトラックのシカゴ-ニューヨーク・ボストン間を結ぶ夜行長距離列車レイクショア・リミテッド号、シカゴ-ワシントン間をクリーブランド経由で結ぶ夜行長距離列車キャピトル・リミテッド号がそれぞれ1日1往復停車する。

## 文化・名物

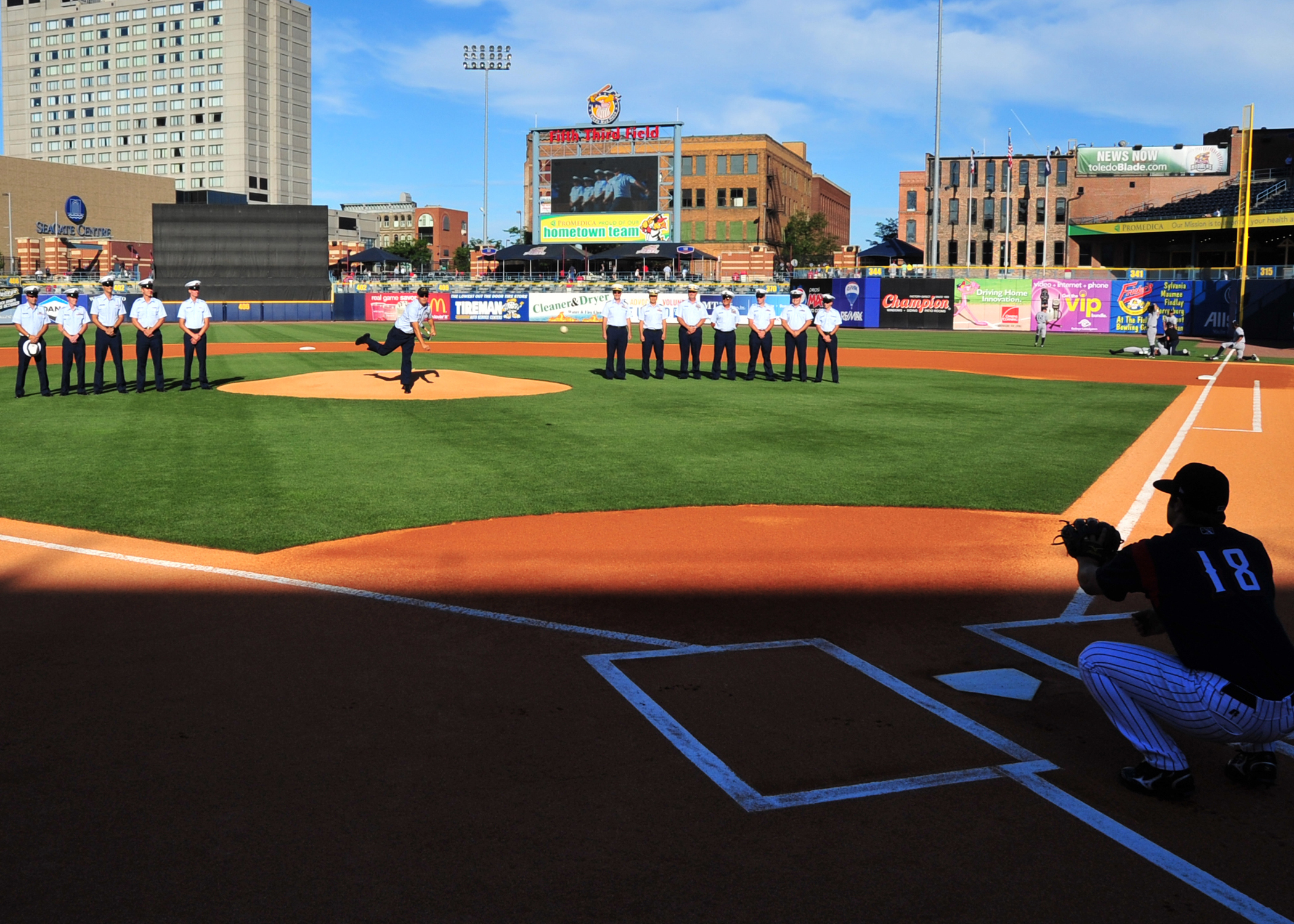
フィフス・サード・フィールド

### スポーツ

#### 野球
- トレド・マッドヘンズ（インターナショナルリーグ）- フィフス・サード・フィールド

## 出身関連著名人
- A.J.アクター、野球選手
- アート・テイタム、ピアニスト
- アニタ・ベイカー、歌手
- アフトン・ウィリアムソン、女優
- アリソン・ストーナー、女優
- エイドリアンヌ・パリッキ、女優
- エリック・ペイジ、フットボール選手
- グレイシー・ドジーニー、女優
- グレッチェン・ブレイラー、スノーボード選手
- ケイティ・ホームズ、女優
- ケイト・ウィルヘルム、小説家
- ジェームズ・ミルンズ、フィギュアスケート選手
- ジェイコブ・サウスウィック、プロレスラー
- ジェイソン・ドーリング、俳優
- ジェラル・デービス、バスケットボール選手
- ジミー・ジャクソン、バスケットボール選手
- ジム・ジョイス、メジャーリーグの審判員
- ジョン・クロムウェル、俳優、映画監督
- ジョン・スノー、政治家
- シンシア・マイヤーズ、モデル、女優
- スティーヴ・ミックス、バスケットボール選手
- ステイシー・ルイス、ゴルファー
- ダグ・ミントケイビッチ、野球選手
- デニス・ラッセル・デイヴィス、指揮者
- テレサ・ブリュワー、歌手
- フィリップ・ベイカー・ホール、俳優
- ブライアン・ロバーツ、バスケットボール選手
- ポール・シーモア、バスケットボール選手
- ライマン・スピッツァー、天体物理学者
- ロジャー・ブレスナハン、野球選手
- ロバート・デュー、作家、映画監督
- ロバート・ハインデル、画家
- ロブ・チャドジンスキー、フットボール指導者

## 対外関係

### 姉妹都市・提携都市
- デルメンホルスト（ドイツ）
- ロンドリーナ（ブラジル）
- ポズナン（ポーランド）
- セゲド（ハンガリー）
- タンガ（タンザニア）
- トレド（スペイン）
- 豊橋市（日本国 中部地方 愛知県）
- 秦皇島（中華人民共和国）